# 小泉深雪
小泉深雪（日语：／ Koizumi Miyuki，1979年1月28日—），日本新潟縣出生的女性模特兒、演員、艺人。她是隸屬於館岡事務所（Tateoka office）。後來她拍攝了不少的國內廣告和出版了多套全國性雜誌。2011年7月下旬和演员濱田岳公布結婚消息，兩人年齡相差九歲。2012年第一個女兒出生，同年3月才發布此消息。

## 演出資料

### 時裝活動

#### 巴黎
- 克里斯汀·迪奥
- 约翰·加利亚诺
- 三宅一生

#### 東京
- 香奈兒
- 古馳
- 芬迪
- 亞曼尼
- Celine（英语：Celine）
- 紀梵希
- 麥絲瑪拉
- 詹尼·范思哲
- 桑麗卡·里基耶
- 讓·保羅·高緹耶
- 薇薇安·魏斯伍德

### 廣告
- 資生堂 FACE
- BIGI HALFMOON
- 大發 MOVE
- 花王 Lavenous
- 依雲
- KRIZA
- 資生堂 ANESSA（2000年）
- 可口可樂 健怡可樂
- POLA
- 朝日 Super Dry『THE SUPER DRY FILMS』（2005年）
- 三井不動産 三井 Outlet Park（2008年4月）
- 日本家樂氏 Special K（2009年4月）

### 雜誌

#### 日本以外
- VOGUE（台灣）
- madame FIGARO（法國）
- WALL PAPER（英國）
- GLUE MAGAZINE（美國）
- MAXIM（美國）

#### 日本
- ELLE
- 流行通信
- DUNE
- CREA
- LUCI
- Grazia
- weet
- an・an
- FRaU
- MISS
- with
- MORE
- non-no
- oggi
- STYLE

### 電視劇
- A-Studio（2009年4月-2010年3月、TBS） - 助理
- オールスター感謝祭10春超豪華!クイズ決定版（2010年4月3日、TBS）
- 新参者（2010年4月-、TBS） - 菅原美咲

### CD
- GLORIA（Maxi Single・RWCL25002・1999年）　-　μ名義。與荒木真樹彥及近田春夫共作。

## 外部連結
- Miyuki Koizumi-Tateoka office web site
- ARMANI-2006  Miyuki Koizumi STYLE.COM
- 官方部落格「deep snow's mind」 （页面存档备份，存于）